# Dankwartstraße

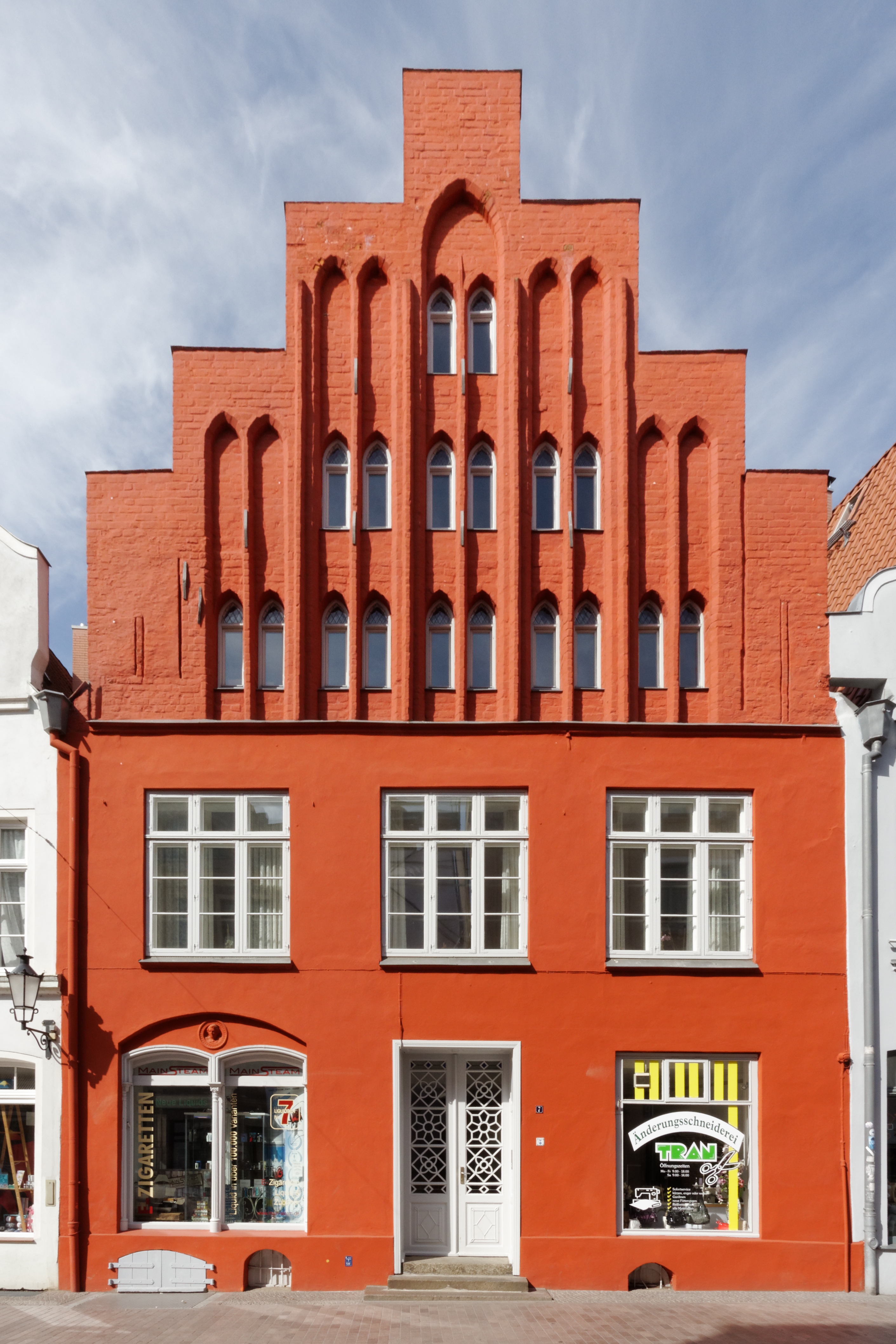
Nr. 7

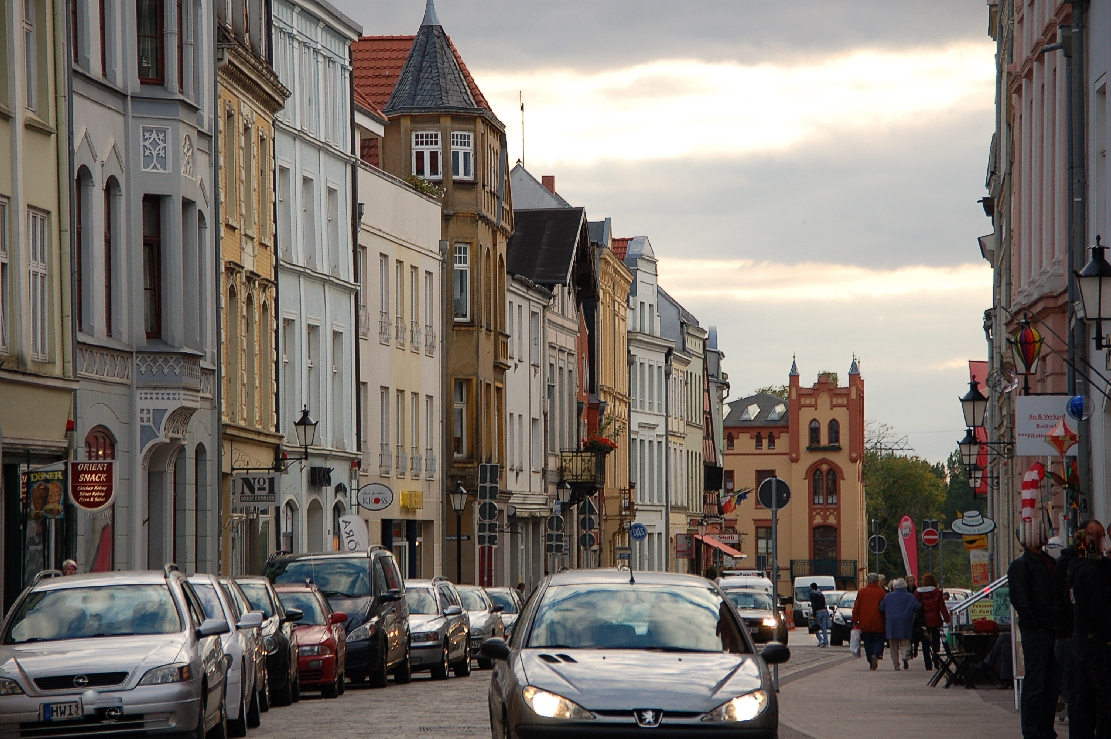
Ostseite: Nr. 14–40

Die historische Dankwartstraße in Wismar liegt im Zentrum der Altstadt, die wie der Alte Hafen unter dem besonderen Schutz der UNESCO steht, nachdem Wismar 2002 in die Welterbeliste aufgenommen wurde. Sie führt in Nord-Süd-Richtung vom Markt / Sargmacherstraße zur Dahlmannstraße / Dr.-Leber-Straße und Schweriner Straße.

## Nebenstraßen
Die Nebenstraße und Anschlussstraßen wurden benannt als Am Markt, Hegede nach dem niederdeutschen heghe für Hege, Hecke oder hier einer Abgrenzung im 14. Jh. auf dem Markt, Sargmacherstraße seit dem 14. Jh. nach dem Beruf, Grüne Straße nach dem grünen Hof eines Bürgermeisters, Kleinschmiedestraße seit vor 1440 nach den Schmieden von feineren Werkzeugen und Artikeln, Am Schilde nach ihrer früher schildhaften Form, Bliedenstraße nach den hier verkauften mittelalterlichen Wurfgeschossen für eine Blide, Baustraße und Kurze Baustraße nach den (Bau-)Leuten die als Ackerbürger hier bauten, Dahlmannstraße nach dem Historiker und Staatsmann Friedrich Christoph Dahlmann (1785–1860), Dr.-Leber-Straße  seit 1946 nach dem SPD-Politiker, Reichstagsabgeordneten und Widerstandskämpfer Julius Leber (1891–1945) (davor Lindenstraße) und Schweriner Straße nach der Landeshauptstadt Schwerin.

## Geschichte

Wismar zur Zeit der Hanse

### Name
Die Dankwartstraße wurde benannt nach dem Schmied Tangmar, der 1250 hier seine Schmiede hatte. 1260 hieß sie Danckmar- und 1519 Dankuartstrate.

### Entwicklung

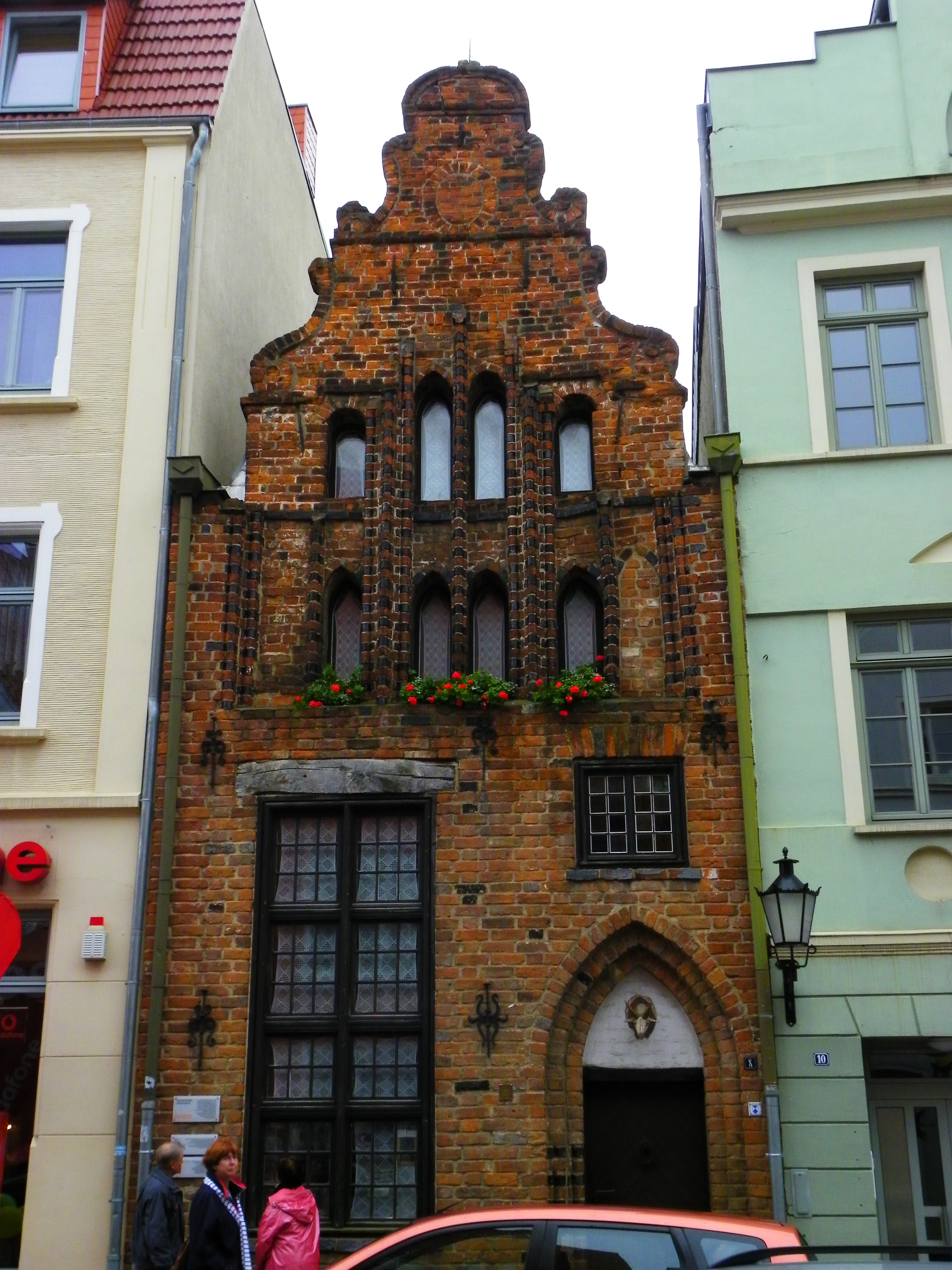
Nr. 8

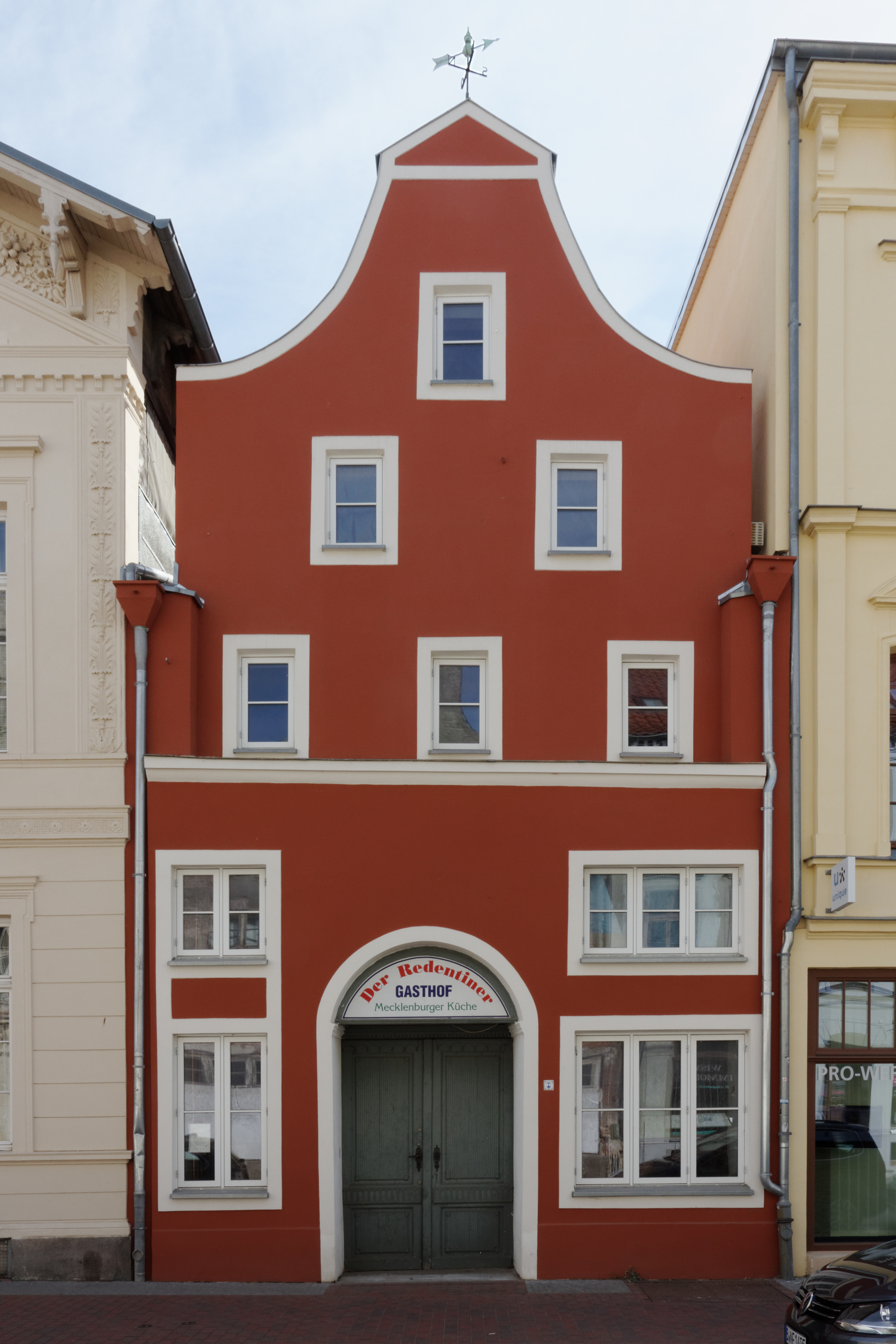
Nr. 32

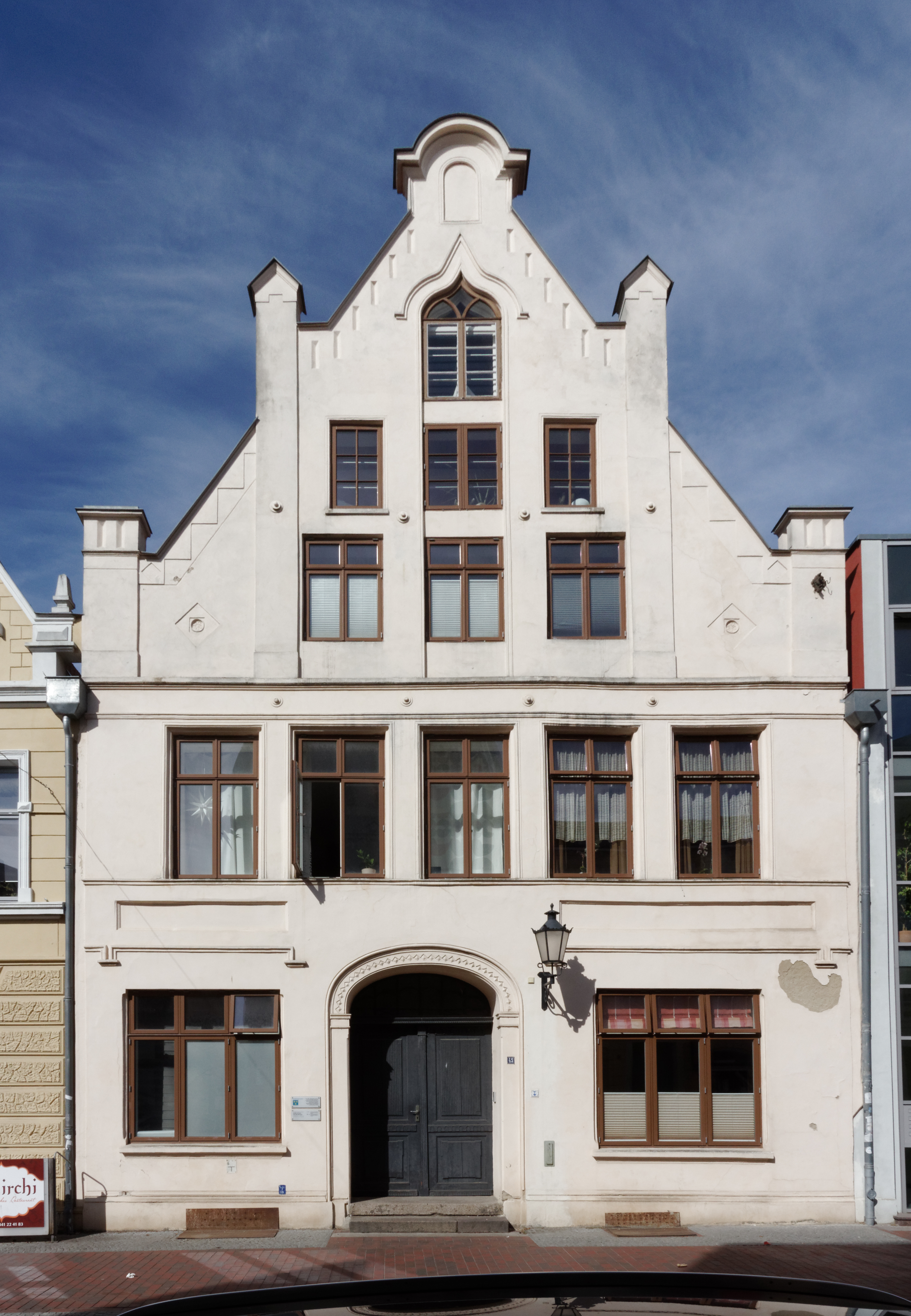
Nr. 43

Wismar wurde im Mittelalter ein bedeutendes Mitglied der Hanse. Der Markt und seine Zufahrtsstraßen bildeten den Kern des mittelalterlichen Ortes, der als Stadt 1229 erstmals erwähnt wurde. Die Straße führte vom Markt bis zum 1905 abgerissenen repräsentativen Mecklenburger Tor mit seiner Zugbrücke und als mittelalterliche Handelsstraße nach Schwerin.
Die verkehrsberuhigte Straße wurde in drei Bauabschnitten von 2011 bis 2016 saniert.

## Gebäude, Anlagen (Auswahl)
An der Straße stehen zumeist zwei- bis viergeschossige Wohn- und Geschäftshäuser. Die mit (D) gekennzeichneten Häuser stehen unter Denkmalschutz.
- Nr. 1: 3-gesch. Wohn- und Geschäftshaus (D) als Eckhaus
- Nr. 3: 4-gesch. Wohn- und Geschäftshaus, früher (1904–1909) mit einer Drogerie
- Nr. 5: 2-gesch. Wohn- und Geschäftshaus von um 1668 (D) als Giebelhaus mit Dachluke[3]
- Nr. 6: 4-gesch. Wohnhaus (D); seit 2019 mit Café
- Nr. 7: 2-gesch. Wohn- und Geschäftshaus (D) mit markantem neogotischen 3-gesch. Treppengiebel und Kemlade
- Nr. 8: 2-gesch. gotisches Wohnhaus von um 1430 (D) als schmales Giebelhaus,  Backsteingiebel mit barockisierenden Teilen, 1980/85 rekonstruiert
- Nr. 9: 3-gesch. Wohn- und Geschäftshaus (D) als Giebelhaus mit Voluten
- Nr. 10: 2-gesch. Wohn- und Geschäftshaus (D)
- Nr. 11: 2-gesch. Wohn-  und Geschäfts (D) als Giebelhaus mit Voluten; heute mit Restaurant
- Nr. 13: 3-gesch. neoklassizistisches Wohn- und Geschäftshaus (D), Risalit mit Fialen und ionischem Kapitell
- Nr. 14: 3-gesch. Wohn- und Geschäftshaus, 1904 aufgestockt, mit 4-gesch. Mittelrisalit, Gesims mit Ornamenten
- Nr. 16: 4-gesch. historisierendes Wohn- und Geschäftshaus von 1863 (D) nach Plänen von Heinrich Thormann (Wismar) mit reich neogotisch dekorierten Erker und Portal und aufwendiger Innenausstattung, saniert 1996/97[4]
- Nr. 17: Wohn- und Geschäftshaus (D)
- Nr. 18: Wohn- und Geschäftshaus der 1870er Jahre, früher (ab 1939) mit Drogerie, zur DDR-Zeit mit Milchbar
- Nr. 19: Wohn- und Geschäftshaus (D)
- Nr. 25: 3-gesch. stadtbildprägendes klassizistisches Wohn- und Geschäftshaus (D) als Eckhaus mit Mezzaningeschoss und Ecktürmchen mit Blindgaube, früher Bäckerei, die erstmals 1533 erwähnt wurde, saniert 1998/99[5]
- Nr. 30: 3-gesch. Wohnhaus (D)
- Nr. 31: Wohn- und Geschäftshaus, Hülle des Doppelgiebelhauses (D); früher bis etwa 1990 Standort einer Fleischwarenfabrik, die bis an die Papenstraße reichte.[6] Hier wurde der Architekt Heinrich Thormann geboren
  - Nr. 31a: Hofgebäude  (D)
  - Nr. 31/33: Wohnhaus, in dem der Kaufmann, Geheime Kommerzienrat und Senator Johann Christian Thormann (1814–1896) bis zu seinem Tod wohnte
- Nr. 33/35: 3-gesch. Wohn- und Geschäftshaus vom Ende des 19. Jh. mit zwei Kemladen, 2002/03 Sanierung und Abriss einer Kemlade[7]
- Nr. 32: 3-gesch. Lagergebäude und Balkenwaage (D) als Giebelhaus mit Voluten; heute mit Gasthof
- Nr. 34: 3-gesch. Wohn- und Geschäftshaus mit Mezzaningeschoss und Giebelrisalit
- Nr. 36: 3-gesch. Wohn- und Geschäftshaus mit Mezzaningeschoss
- Nr. 37: 4-gesch. spätklassizistisches Wohn- und Geschäftshaus aus der Mitte des 19. Jh., 1942 umgebaut, saniert 1994, heute mit Apotheke und Praxen
- Nr. 38: 3-gesch. Wohn- und Geschäftshaus, neoklassisztischer Giebel mit Dreiecksabschluss
- Nr. 39 und 41: 3-gesch. neue Wohn- und Geschäftshäuser als Giebelhäuser von 2005/06 mit Praxen; Tiefgarage über Papenstraße erreichbar[8]
- Nr. 43: 2-gesch. Wohn- und Geschäftshaus (D), 3-gesch. Giebel, Sanierung 2010er Jahre als Jugendherberge
- Nr. 45: 2-gesch. Wohn- und Geschäftshaus, historisierender 2-gesch. Giebel mit Dreiecksabschluss; heute mit Café
- Nr. 47: 2-gesch. Wohn- und Geschäftshaus von um 1820 (D) mit 3-gesch. Mittelrisalit, Fassade mit Ornamenten, Portal mit ionischen Säulen, früher Kupferschmiede J.C. Brandt, saniert 2004/05[9]
- Nr. 49: 2-gesch. Wohn- und Geschäftshaus (D) als Giebelhaus mit Fachwerkfassade
- Nr. 51: 3-gesch. Wohn- und Geschäftshaus (D) mit Mezzaningeschoss, 2011 saniert
- Nr. 53: 2-gesch. Wohn- und Geschäftshaus (D) als barockisierendes Giebelhaus, 2011 saniert
- Nr. 55: 2-gesch. Doppelhaus als Wohn- und Geschäftshaus (D), Kern aus dem 17. Jh. mit Straßengiebel im Stil des Barocks und der Neorenaissance aus dem 19. Jh.
- Nr. 56, Ecke Baustraße: 2-gesch. Wohn- und Geschäftshaus (D) mit Bauteilen von 1689, früher Haus eines Schmieds und „Vorderster Eltester des Ambts der Schmiede“, um 1812 klassizistische Umgestaltung und verputzte Fassaden, nach 1990 längerer Leerstand; bordeauxrote Putzfassade mit Fachwerkteilen, Rückseite als Fachwerkfassade, 2017/19 saniert nach Plänen von André Winkler[10][11][12]
- Nr. 57: 4-gesch. Wohn- und Geschäftshaus (D) als Giebelhaus mit Voluten und Dreiecksabschluss, saniert 1997[13]
- Am Schilde Nr. 11 Ecke Dankwartstraße: 3- und 4-gesch. historisierendes saniertes Wohn- und Geschäftshaus (D) mit Mezzaningeschoss und gestalterisch orientalisiertem verspieltem Seitenrisalit mit fünf achteckigen Fialen, von 1913 bis 1951 Material- und Kolonialwarenhandlung Gustav Steinhagen, danach Stadt-Konsum bzw. Laden
- Nr. 60+62: 3-gesch. Wohnhäuser von 1905, errichtet im Zusammenhang mit dem Abriss der Stadtmauerreste und des Mecklenburger Tores, mit 4-gesch. achteckigem Ecktürmchen und Giebelrisalite mit prägenden Krüppelwalmdächern; saniert um 19996/97[14]
- Nr. 61: 3-gesch. Wohn- und Geschäftshaus mit markanter 4-gesch. Eckausbildung, früher (seit vor 1914) Buchdruckerei von Martin Pusch
- Nr. 69: 2-gesch. historisierendes Wohnhaus von 1870 (D) für den Maurermeister Carl Gastler, sehr differenziert mit 3-gesch. Ecktürmchen, Risalit, Giebel, Erker und Gesimsverzierung[15]
- Am Schilde Nr. 11: 3-gesch. historisierendes Wohnhaus (D) im Stil der Gründerzeit mit zwei Fialtürmchen im Risalit, früher Kolonialwarenladen von Gustav Steinhagen

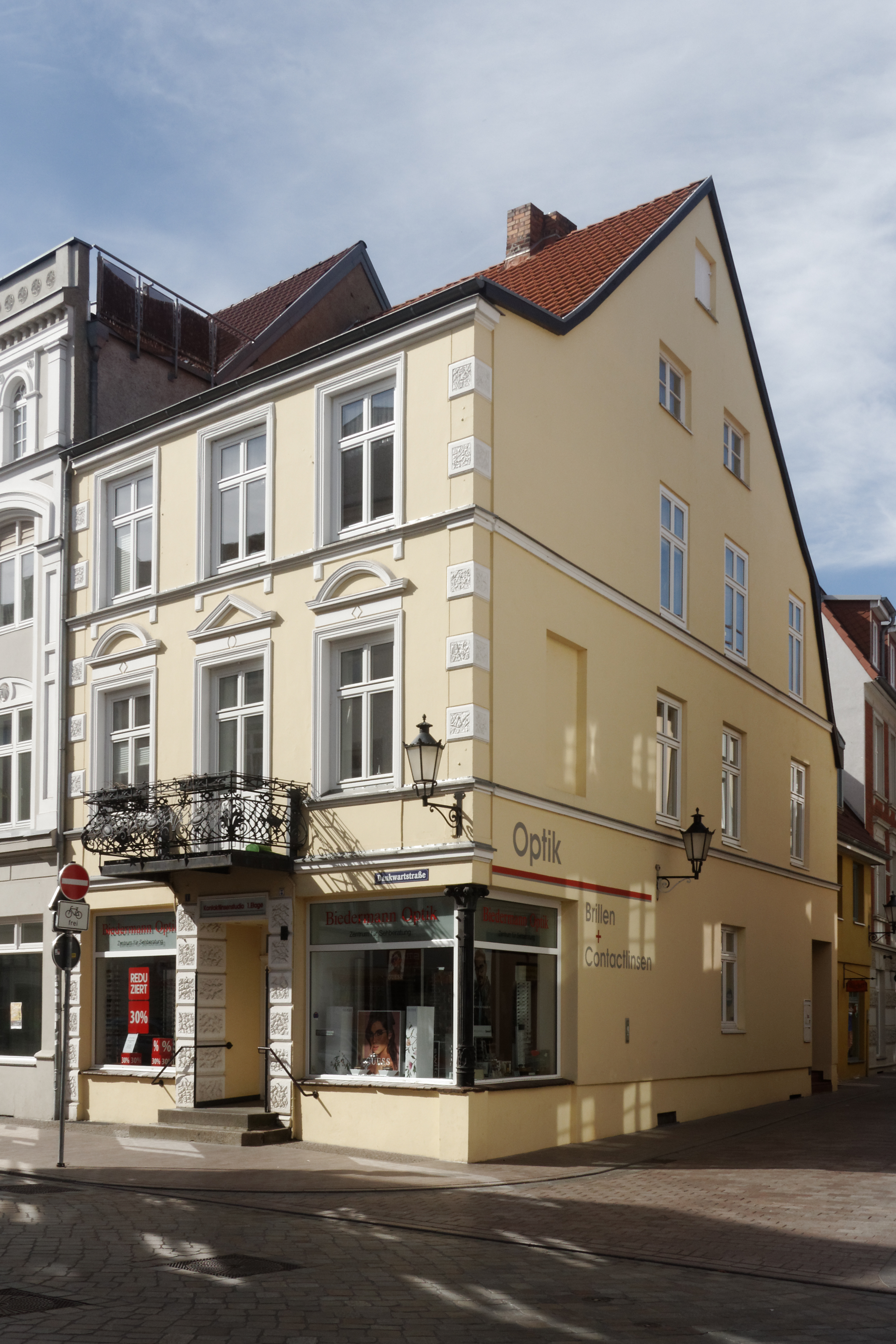
Nr. 1
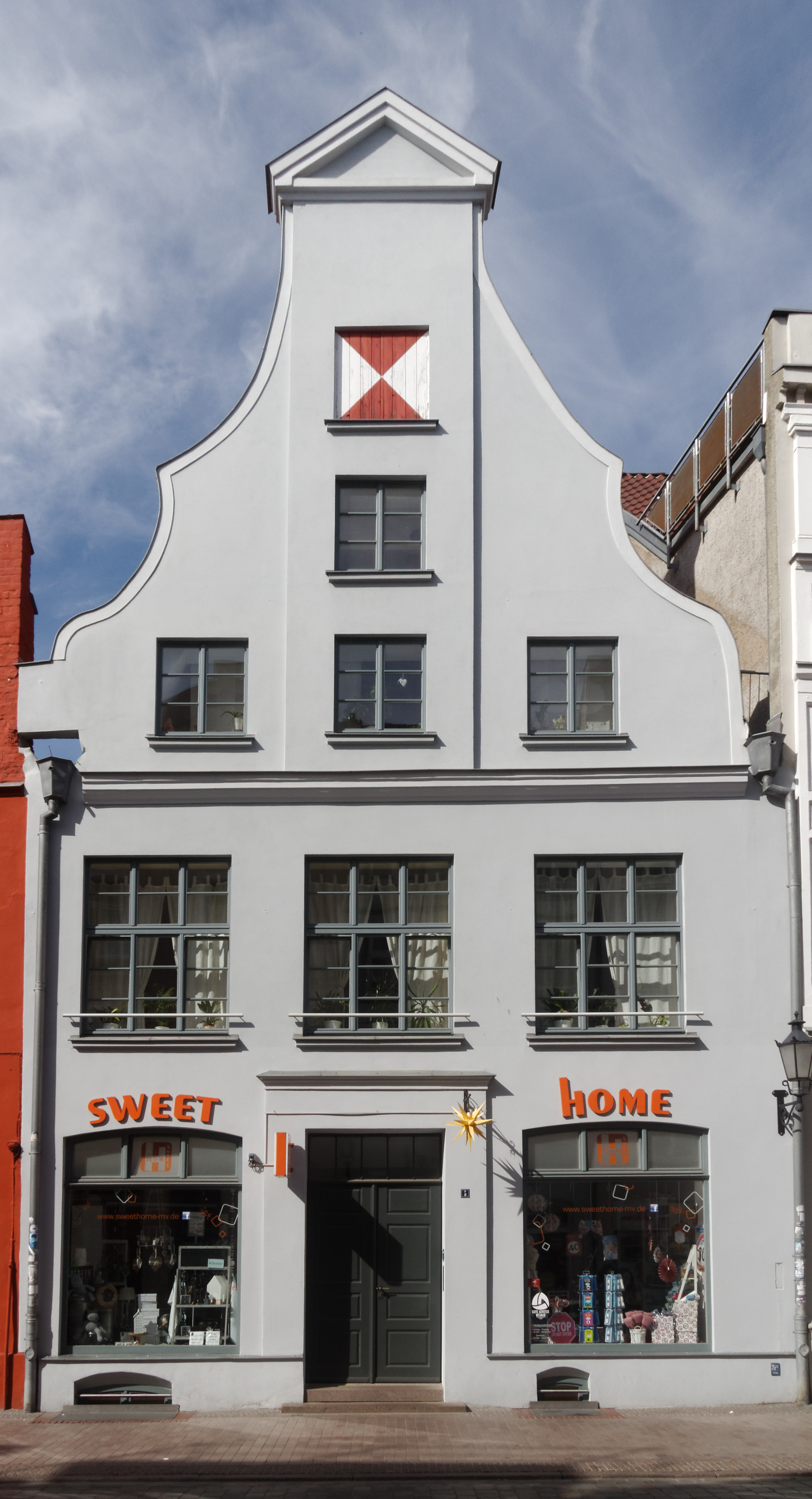
Nr. 5
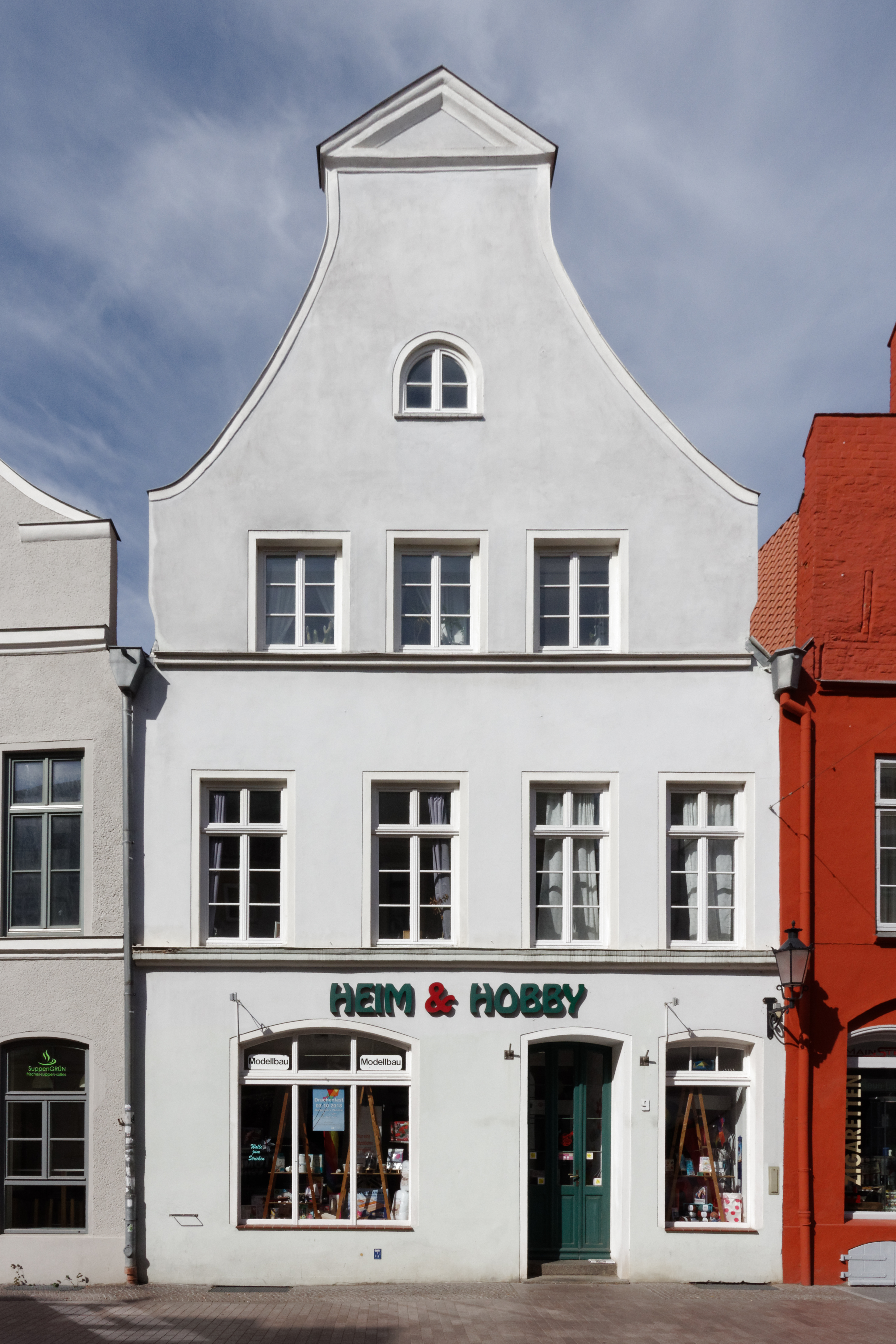
Nr. 9
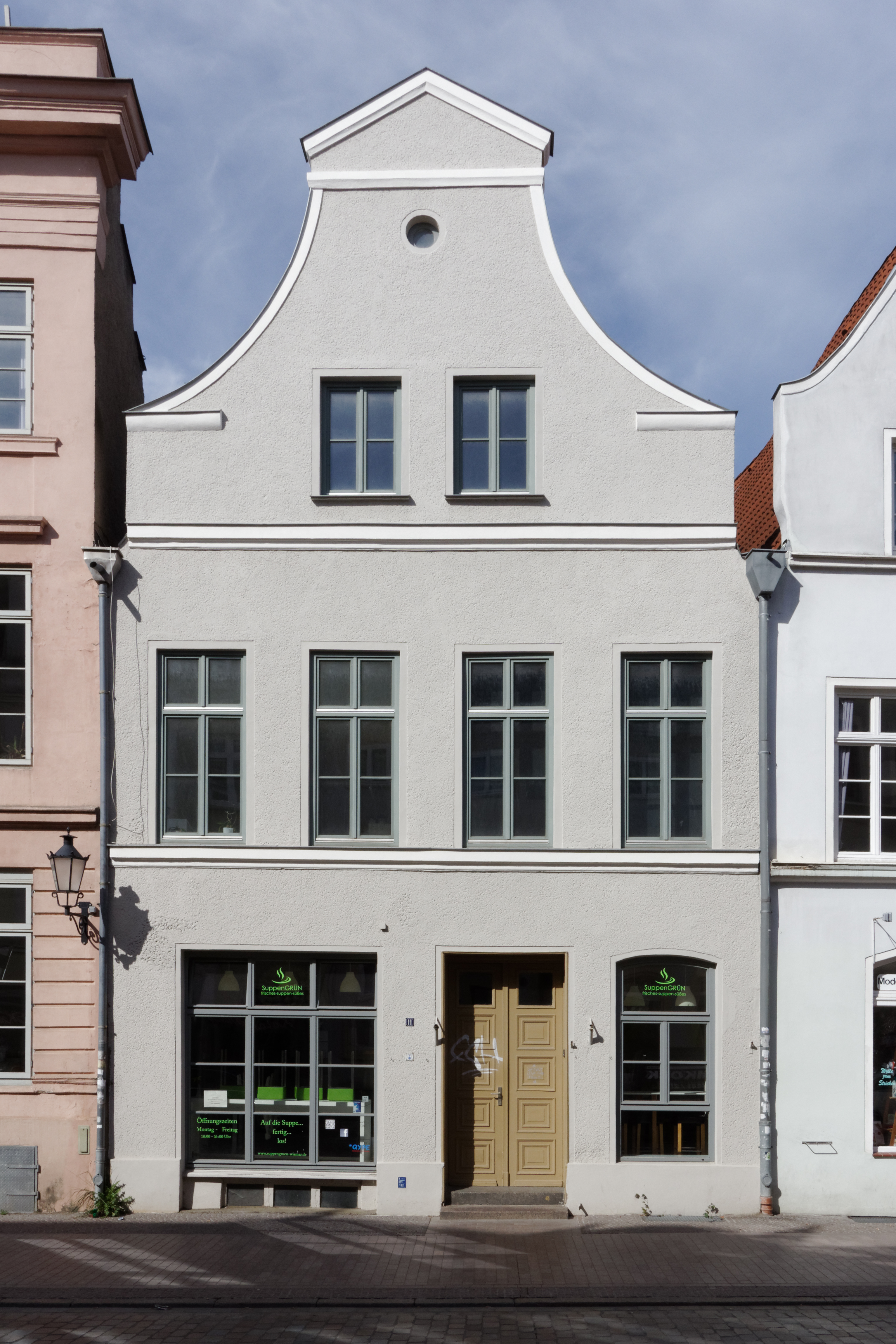
Nr. 11
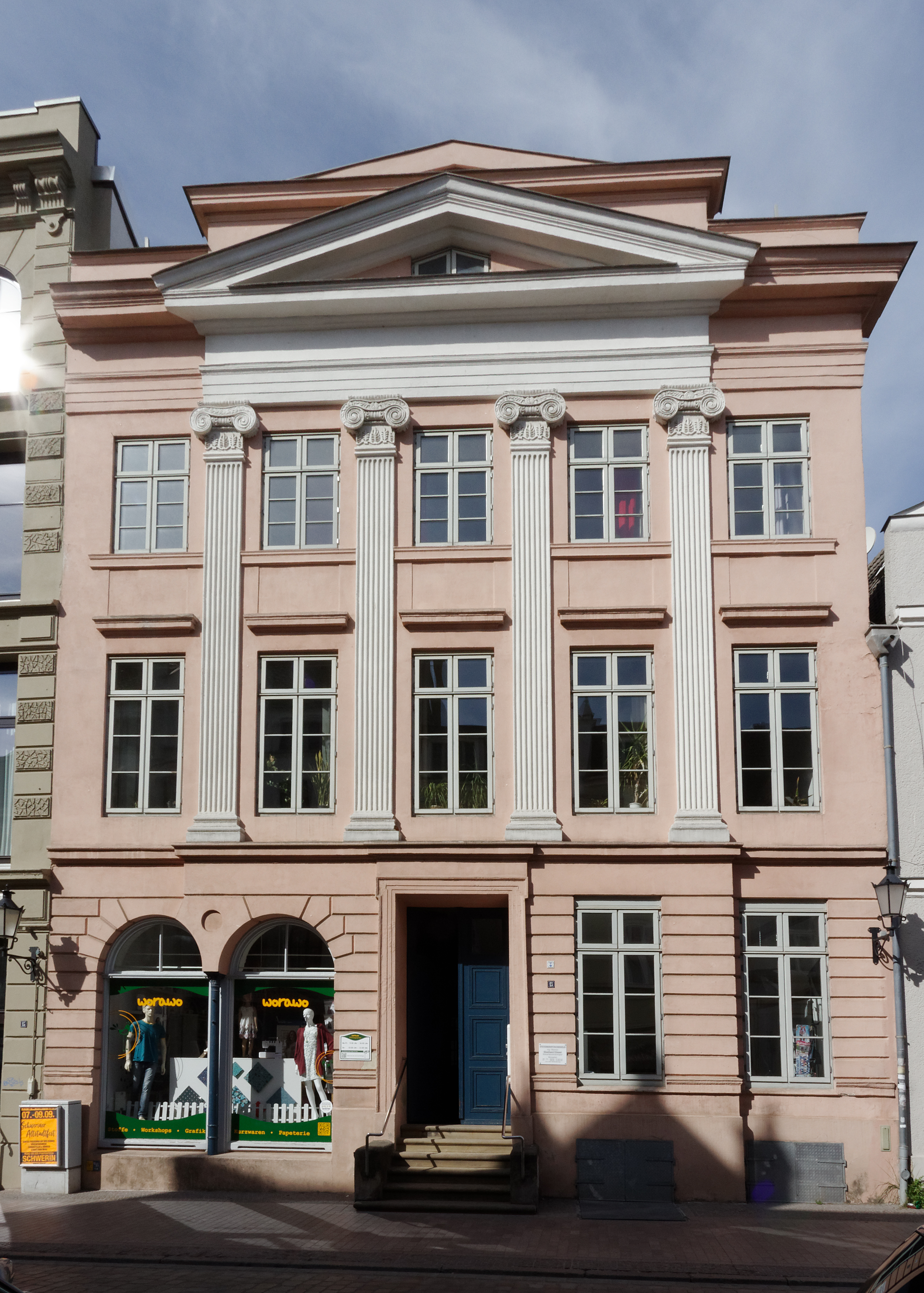
Nr. 13
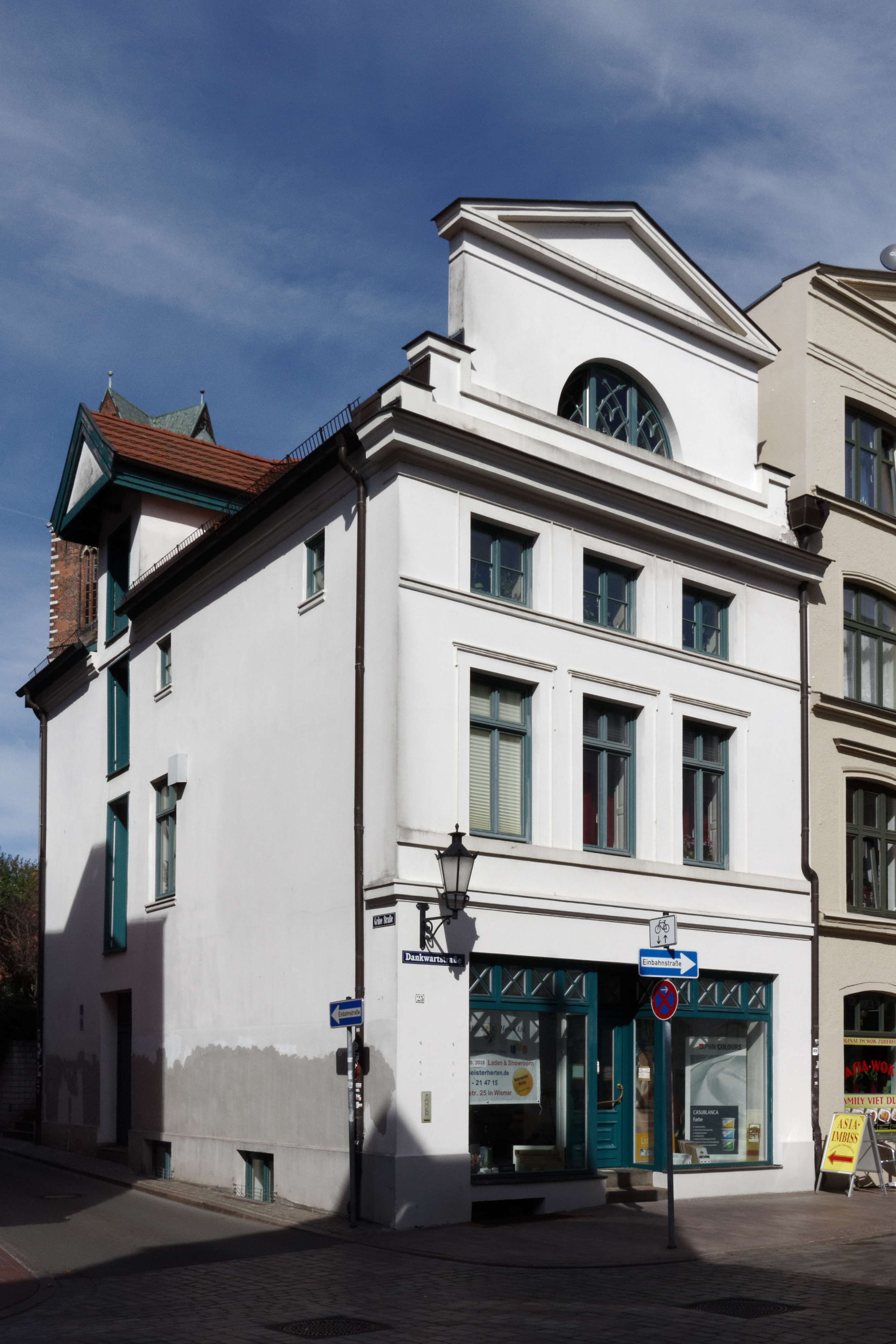
Nr. 25
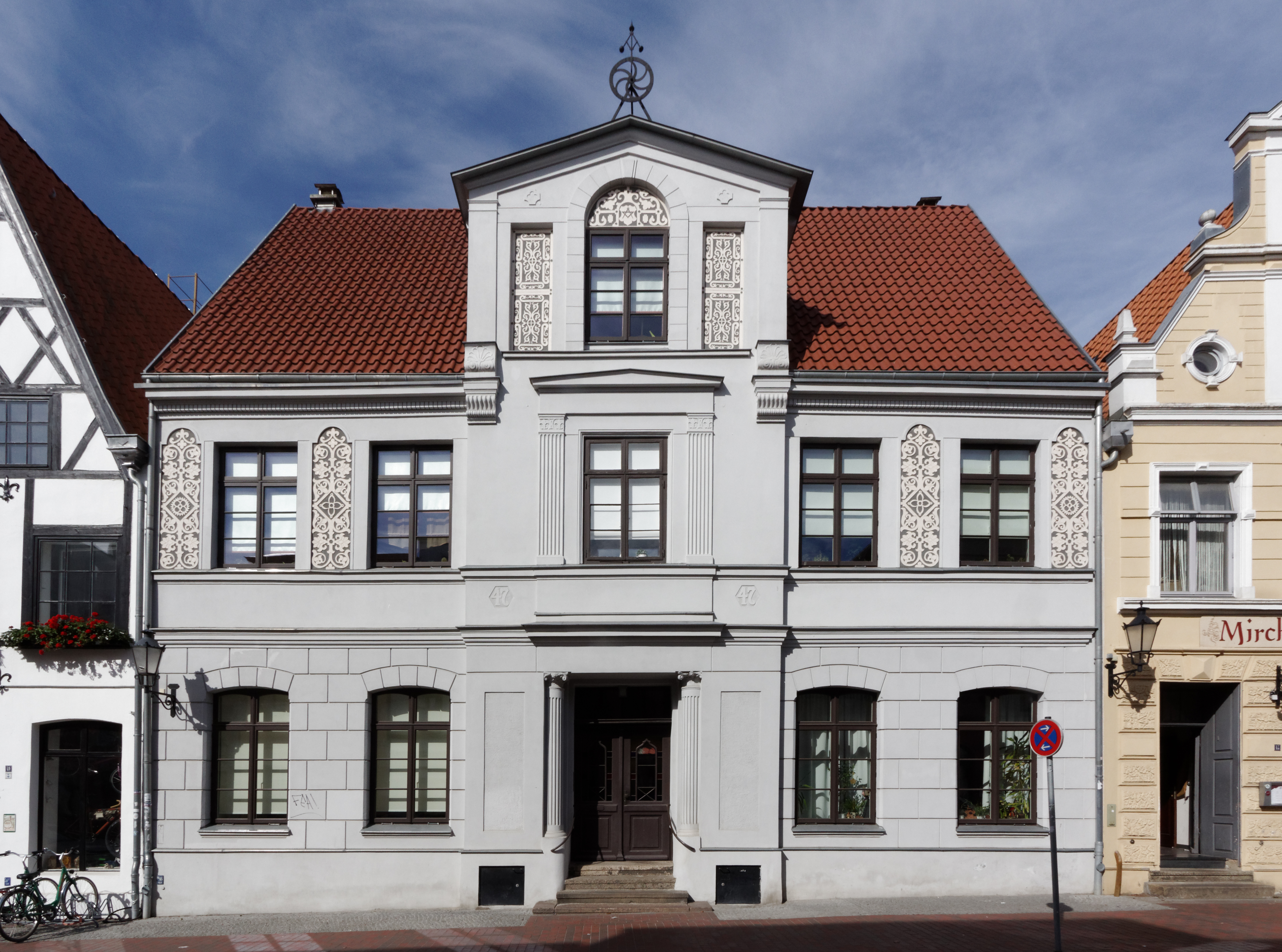
Nr. 47
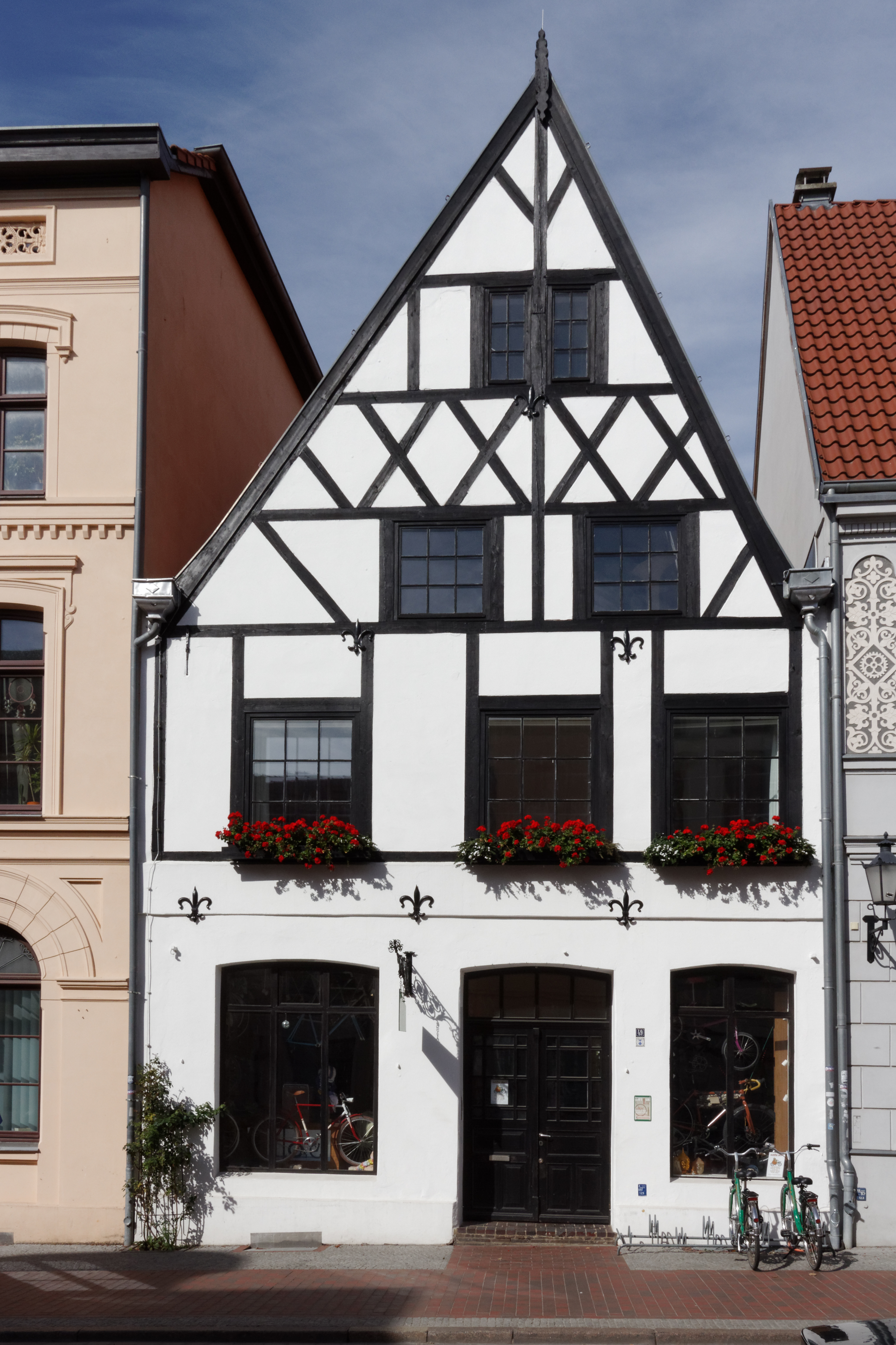
Nr. 49
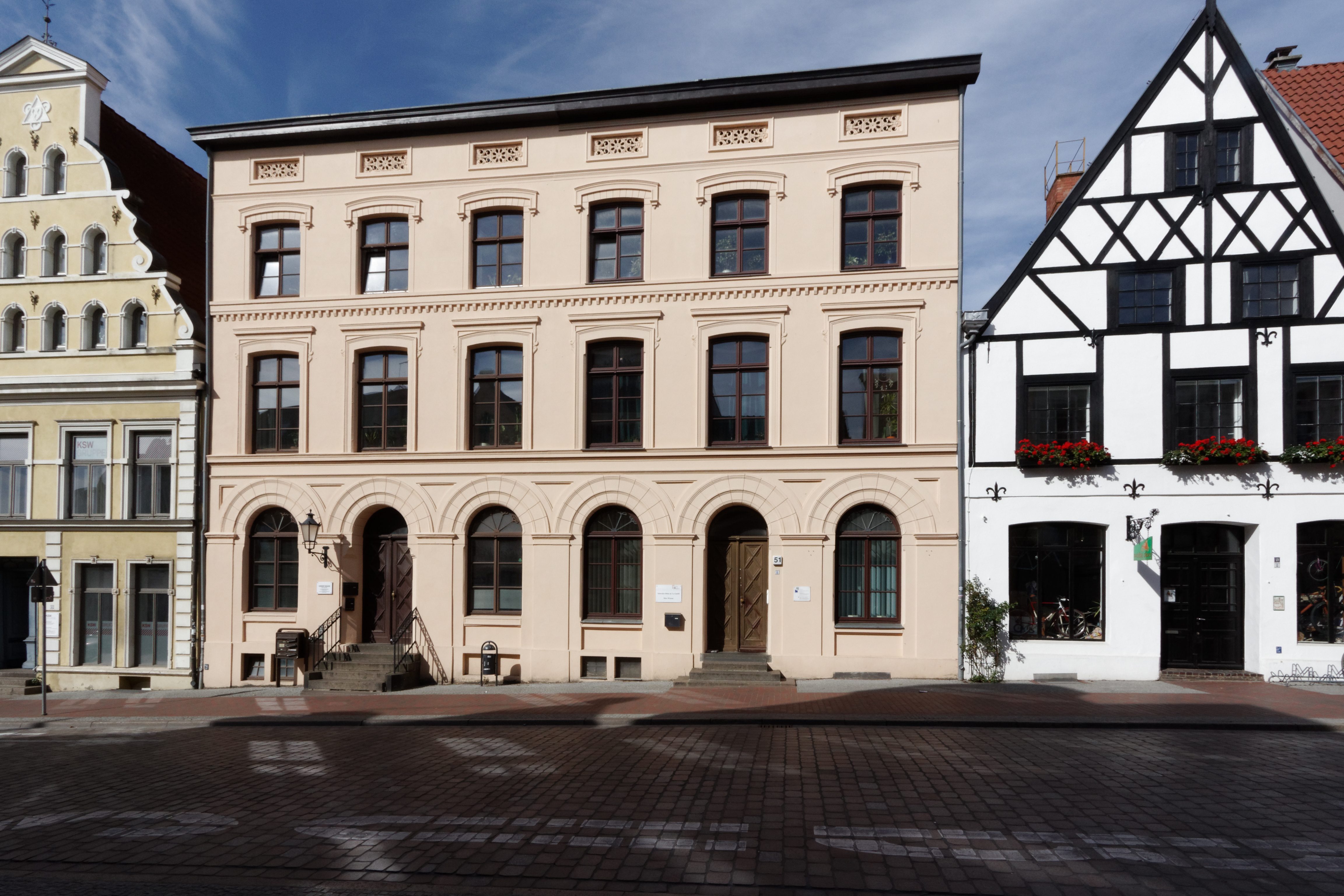
Nr. 49 + 51
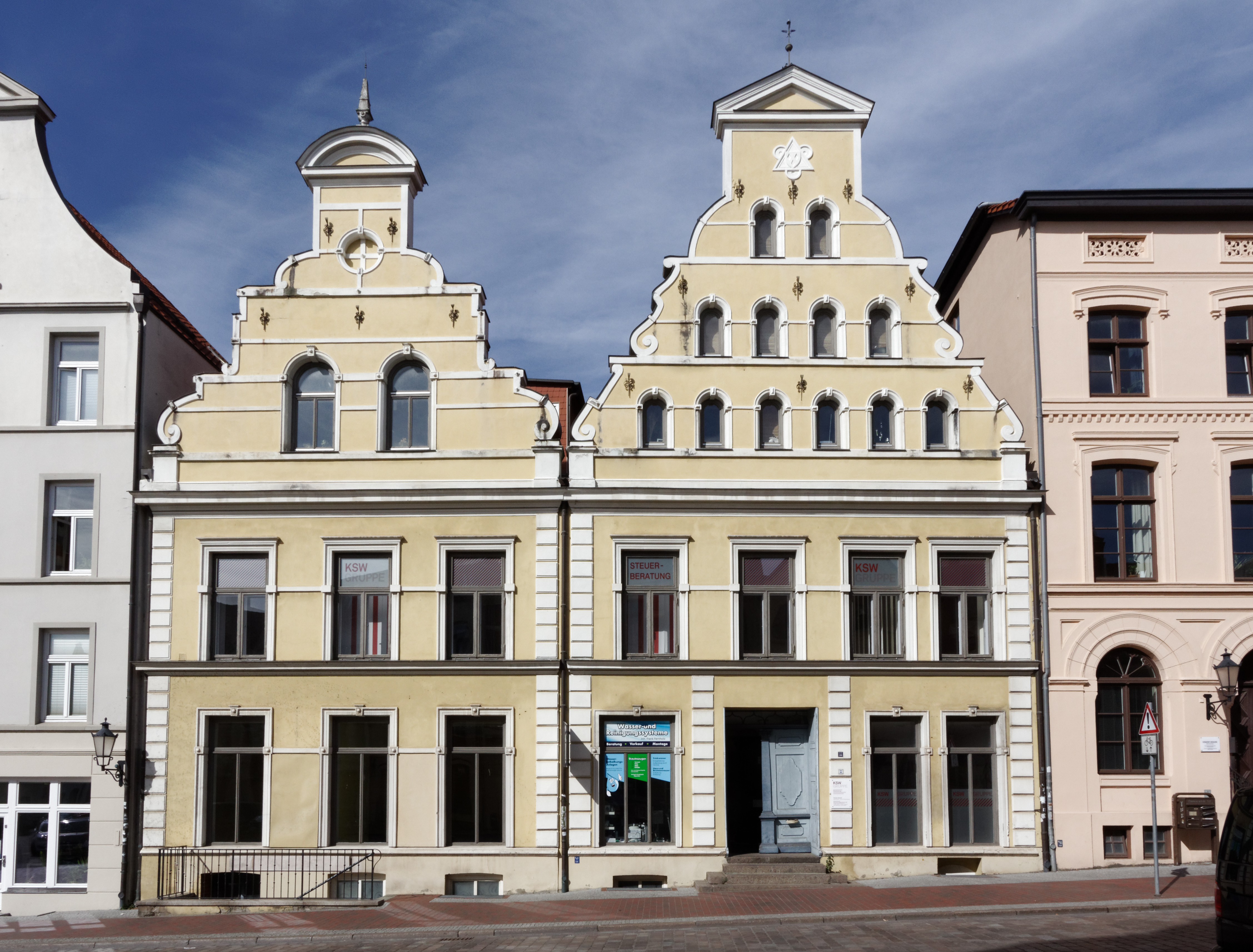
Nr. 55
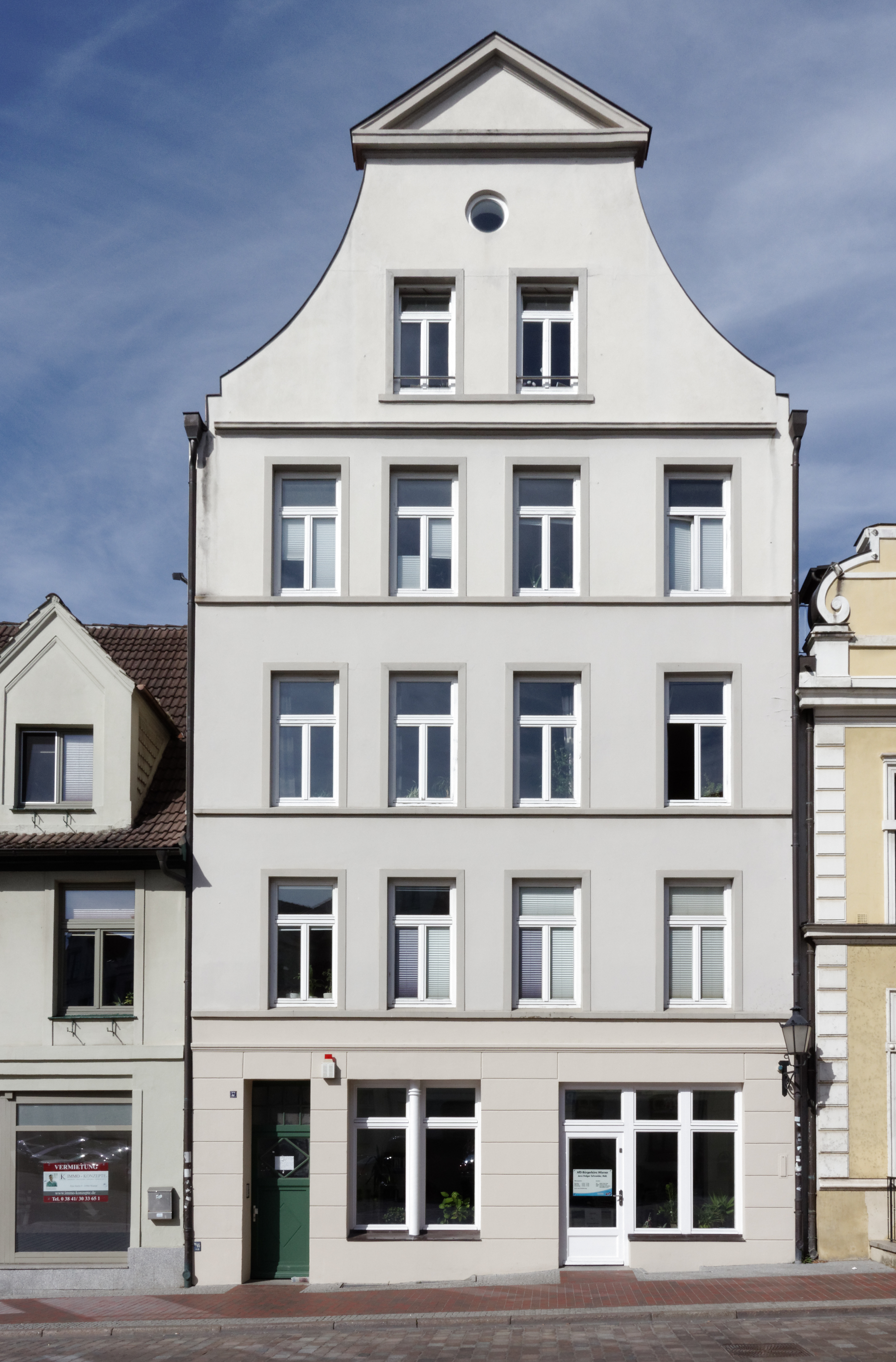
Nr. 57
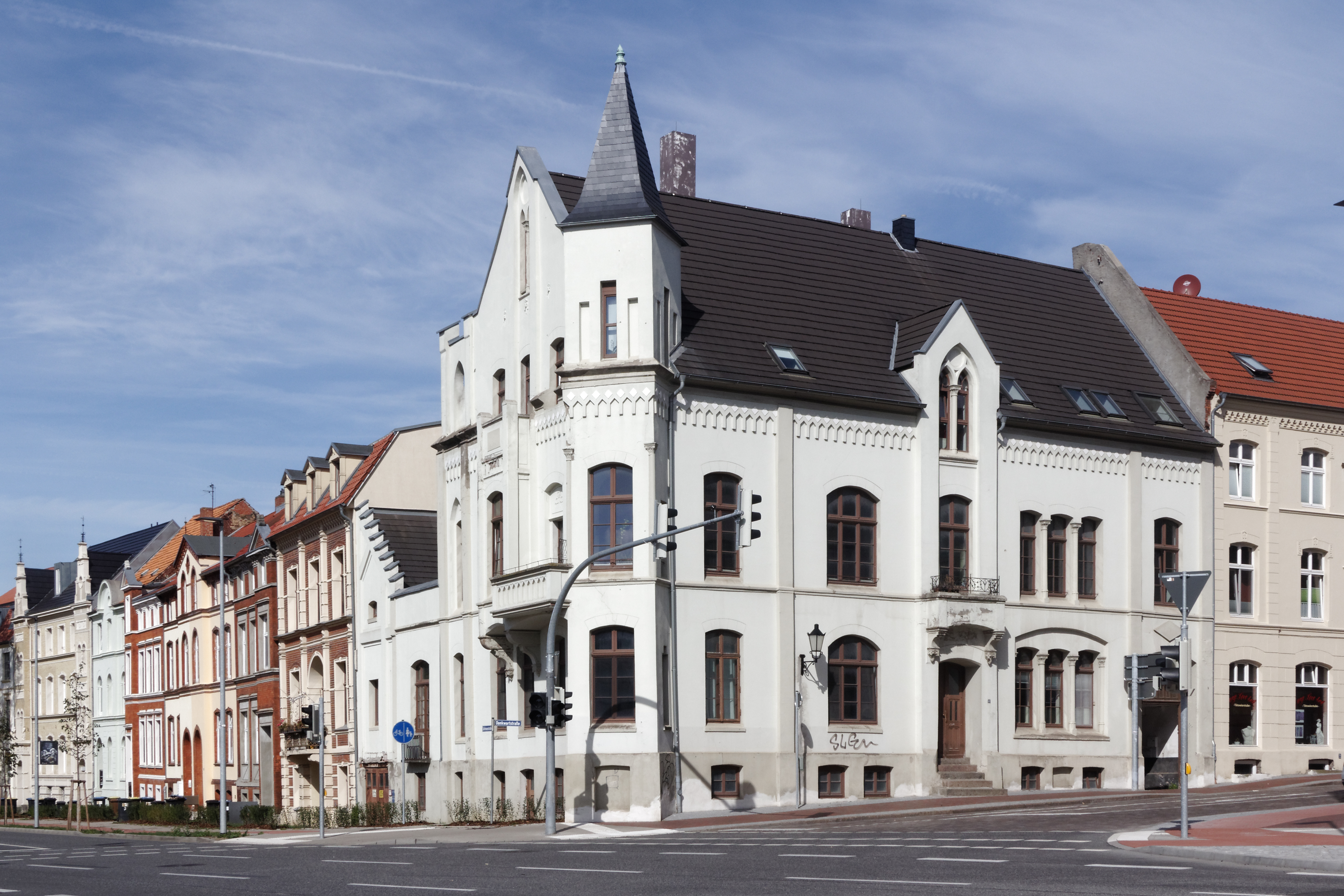
Nr. 69

### Denkmale, Gedenken
Stolpersteine in Wismar bei Gebäude
- Nr. 35: Für Max Ehrlich (1873–1942), ermordet in Treblinka